# Odoardo Spadaro
Odoardo Spadaro est un  chanteur, parolier, compositeur et acteur italien, né à Florence le 16 janvier 1893 et mort dans la même ville le 26 juin 1965.

## Filmographie partielle

### Au cinéma
- 1950 : Miss Italie (Miss Italia), de Duilio Coletti : Maître de cérémonie
- 1953 : Le Carrosse d'or, de Jean Renoir : Don Antonio
- 1953 : Marco la Bagarre (Musoduro), de Giuseppe Bennati : Pinzi, le marchand ambulant
- 1959 : Un canto nel deserto de Marino Girolami
- 1961 : Divorce à l'italienne (Divorzio all'italiana), de Pietro Germi : Don Gaetano Cefalù
- 1961 : La corona di fuoco, de Louis Mané : Padre Bernardo
- 1962 : Miracle à Cupertino (The Reluctant Saint) d'Edward Dmytryk
- 1962 : L'Arsenal de la peur (La città prigioniera), de Joseph Anthony : Janny Mendoris
- 1963 : La Mer à boire (Mare matto), de Renato Castellani : Drudo Parenti
- 1964 : Un cœur plein et les poches vides (...e la donna creò l'uomo), de Camillo Mastrocinque : Kutscher
- 1964 : Napoleone a Firenze, de Piero Pierotti

### À la télévision
- 1962 : Escapade in Florence, de Steve Previn : Padrone